# Tjeckiens Billie Jean King Cup-lag
Tjeckiens Billie Jean King Cup-lag representerar Tjeckien i tennisturneringen Billie Jean King Cup, och kontrolleras av Tjeckiens tennisförbund.

## Historik
Tjeckien deltog första gången i turneringen 1993, och vann turneringen första gången 2011. Man vann även 2012, 2014, 2015, 2016 och 2018.

### Fotnoter
1. ↑  ”Fed Cup”. Arkiverad från originalet den 4 november 2011. https://web.archive.org/web/20111104222158/http://www.fedcup.com/en/results/tie/details.aspx?tieId=100015620. Läst 6 november 2011.
2. ↑  ”Tjeckien avgjorde i dubbeln”. Göteborgs-Posten. 15 november 2015. Arkiverad från originalet den 8 december 2015. https://web.archive.org/web/20151208153605/http://www.gp.se/sport/1.2897575-tjeckien-avgjorde-i-dubbeln. Läst 29 november 2015.
3. ↑  Sara Jonathan Kvarnström (13 november 2016). ”Tjeckien avgjorde Fed Cup i dubbeln”. SVT Sport. http://www.svt.se/sport/tennis/tjeckien-avgjorde-fed-cup-i-dubbeln/. Läst 25 november 2016.
4. ↑  Jonathan Kvarnström (11 november 2018). ”Tjeckien Fed Cup-mästare efter maratonmatch”. SVT Sport. https://www.svt.se/sport/tennis/tjeckien-fed-mastare-efter-maratonmatch. Läst 26 november 2018.